# Rajdowy Puchar Pokoju i Przyjaźni 1967
Rajdowy Puchar Pokoju i Przyjaźni 1967 pierwszy sezon serii rajdowej Rajdowego Pucharu Pokoju i Przyjaźni (CoPaF) rozgrywanej w krajach socjalistycznych w roku 1967. Sezon ten składał się z pięciu rajdów i rozpoczął się 6 kwietnia, a zakończył 28 sierpnia, zespołowo wygrała drużyna NRD.

## Kalendarz[1]
| Runda | Data           | Nazwa rajdu           | Baza rajdu | Nawierzchnia | Zwycięzca          | Wyniki |
| ----- | -------------- | --------------------- | ---------- | ------------ | ------------------ | ------ |
|       |                | 1. Rajd Rosyjska Zima | odwołany   | odwołany     | odwołany           |        |
| 1     | 6-8 kwietnia   | 7. Rajd Pneumant      | Berlin     | Asfal        | Günter Rüttinger ? | Wyniki |
| 2     | ? maja         | Rajd Adriatyku        |            | Asfal        |                    | Wyniki |
| 3     | 6-9 lipca      | 8. Rajd Wełtawy       | Liberec    | Mieszana     | Sobiesław Zasada ? | Wyniki |
| 4     | 2-5 sierpnia   | 27. Rajd Polski       | Kraków     | Mieszana     | Sobiesław Zasada ? | Wyniki |
| 5     | 24-28 sierpnia | 7. Rajd Cordatic      |            | Asfal        | Attila Ferjáncz ?  | Wyniki |

## Klasyfikacja zespołowa[2]
| Miejsce | Zespół | Punkty |
| ------- | ------ | ------ |
| 1       | NRD    | 96     |
| 2       | Polska | 94     |